# خوان رامون غارسيا
خوان رامون لويس غارسيا (بالإسبانية: Juan Ramón García)‏، والمعروف باسم خوان رامون أو خوانرا (من مواليد 19 مايو 1987 في لا أوروتافا، تنريف)، هو لاعب كرة قدم محترف إسباني، يلعب لناديأتلتيكو جارنادايلا في مركز خط الوسط الأيمن.

## وصلات خارجية
- خوان رامون غارسيا على موقع Soccerway.com (الإنجليزية)

- BDFutbol profile
- Futbolme profile (بالإسبانية)
- PlayerHistory profile